# Pepsiman (videogioco)
Pepsiman (ペプシマン?, Pepushiman) è un videogioco d'azione sviluppato dalla KID per PlayStation nel 1999.
In esso il giocatore, che impersona l'omonima mascotte della Pepsi-Cola, deve attraversare diversi percorsi evitando e distruggendo ostacoli.
Il gioco venne realizzato con un budget limitato ed è stato destinato al solo mercato giapponese.

## Modalità di gioco
In Pepsiman, il giocatore impersona un supereroe che aiuta le persone a dissetarsi dando a loro delle lattine di Pepsi-Cola. Vi sono in totale quattro ambientazioni, suddivise a loro volta in diversi livelli ispirati a luoghi realmente esistenti quali Tokyo e San Francisco. In essi, il protagonista deve correre schivando, saltando e distruggendo ostacoli e raccogliendo lattine di cola che determineranno il suo punteggio .
In alcuni percorsi il protagonista fa uso di uno skateboard mentre, in altri, la sua testa rimane incastrata in un bidone: un fattore che inverte i controlli di gioco. Ogni stage presenta diversi checkpoint, da cui il giocatore dovrà ricominciare se commetterà troppi errori. Alla fine di ogni scenario, il supereroe viene inseguito da un enorme oggetto da cui dovrà fuggire per sopravvivere. Fra un livello e l'altro, vengono mostrati dei video incentrati su un incallito consumatore di Pepsi-Cola che mangia pizza e patatine mentre guarda la televisione, interpretato da Mike Butters.

## Accoglienza
La rivista Famitsū ha paragonato il gioco a Metro-Cross e Paperboy, sostenendo inoltre che si tratta di una versione semplificata di Crash Bandicoot. Anche IGN lo paragona a Crash Bandicoot, definendolo "semplicistico", "imparabile a memoria" nonché "un titolo che verrà ricordato in futuro per essere stato una bizzarra premessa". Lo stesso sito sostiene anche che il gioco "non è niente male" e apprezza il fatto che il suo prezzo sia basso.
James Mielke di GameSpot definisce Pepsiman una "valida distrazione" e sostiene che le dinamiche di gameplay siano simili a quelle dei "vecchi giochi oldschool". Nonostante metta in evidenza il basso prezzo del prodotto, ammette che è difficile trovarne copie importate. Nel 2011, Allistair Pinsof di Destructoid recensì il gioco positivamente paragonandolo anch'egli a Crash Bandicoot e asserendo che nelle dinamiche è un misto fra Paperboy e Muscle March .
Nel 2013, Justin Amirkhani di Complex lo inserì in una lista di videogiochi promozionali che "non fanno schifo", ammettendo tuttavia che la grafica non è invecchiata bene e che le meccaniche sono molto simili a quelle di Temple Run. Sempre Amirkhani afferma che Pepsiman è il gioco sponsorizzato con il maggior numero di "loghi al secondo".